# Pteroglossa roseoalba
Pteroglossa roseoalba är en orkidéart som först beskrevs av Heinrich Gustav Reichenbach, och fick sitt nu gällande namn av Gerardo A. Salazar och Mark W. Chase. Pteroglossa roseoalba ingår i släktet Pteroglossa och familjen orkidéer. Inga underarter finns listade i Catalogue of Life.